# Austin Metro
 (novembre 2022).
Si vous disposez d'ouvrages ou d'articles de référence ou si vous connaissez des sites web de qualité traitant du thème abordé ici, merci de compléter l'article en donnant les références utiles à sa vérifiabilité et en les liant à la section « Notes et références ».
L'Austin Metro est une citadine produite par le groupe Austin/Rover dans l'usine de Longbridge près du siège social du groupe. Elle est lancée en 1980 sous la marque Austin et est présentée comme étant le haut la gamme de la Mini. Développée sous le nom de code LC8, elle est commercialisée pendant 10 ans sous les marques Austin, Rover et MG avant d'être restylée et renommée Rover 100 à l'entame des années 1990.

## Historique

### La conception
Le lancement de la Metro est l'aboutissement du projet LC8, lancé en 1977. À l'époque, le but est de proposer une petite voiture apte à concurrencer la Renault 5 et la Fiesta du constructeur américain Ford. Pour limiter les coûts, certaines pièces de la Mini sont reprises pour la Metro, tel que les moteurs de 998 et de 1 275 cm3, la boîte de vitesses manuelle à quatre rapports, les suspensions et le train avant. La Metro reprend également le système de suspension Hydragas, inauguré sur l'Allegro, mais sans interconnexion de l'avant à l'arrière.

### Le lancement
Le 8 octobre 1980, British Leyland présente l'Austin Metro. Entièrement nouvelle, cette citadine est davantage présentée comme une "sœur" de la légendaire Mini que comme sa remplaçante.
Durant les premiers mois de commercialisation, la Metro est uniquement disponible en carrosserie berline trois portes. Très habitable, confortable, dotée d'une tenue de route correcte et maniable, elle prendra la tête des ventes de sa catégorie au Royaume-Uni. Le succès fut immédiat et sauve British Leyland de la faillite. L'entreprise était à l'époque confrontée à une grave crise financière due à une gamme vieillissante. La Mini était en scène depuis vingt et un ans, l'Austin Allegro depuis sept ans et la Morris Ital (en), lancée la même année que la Metro, n'était qu'une version retouchée de la Marina lancée neuf ans plus tôt. Le dernier vrai nouveau modèle de British Leyland était à l'époque la luxueuse et puissante Rover SD1, arrivée en 1976.

### La publicité de lancement
À l'occasion de son lancement, une publicité particulièrement agressive fut imaginée par l'agence de publicité de Leo Burnett (en), ou elle prendra pour titre « Une voiture britannique pour battre le monde ». Elle y mettait en scène la Metro, mais également la Fiat 127, la Renault 5, la Volkswagen Polo et la Datsun Cherry[réf. nécessaire]. Ces dernières étaient présentées comme les « envahisseurs étrangers » et au terme de la publicité, la Metro était présentée comme étant capable de renvoyer la concurrence de là où elle venait.

### Développement de la gamme

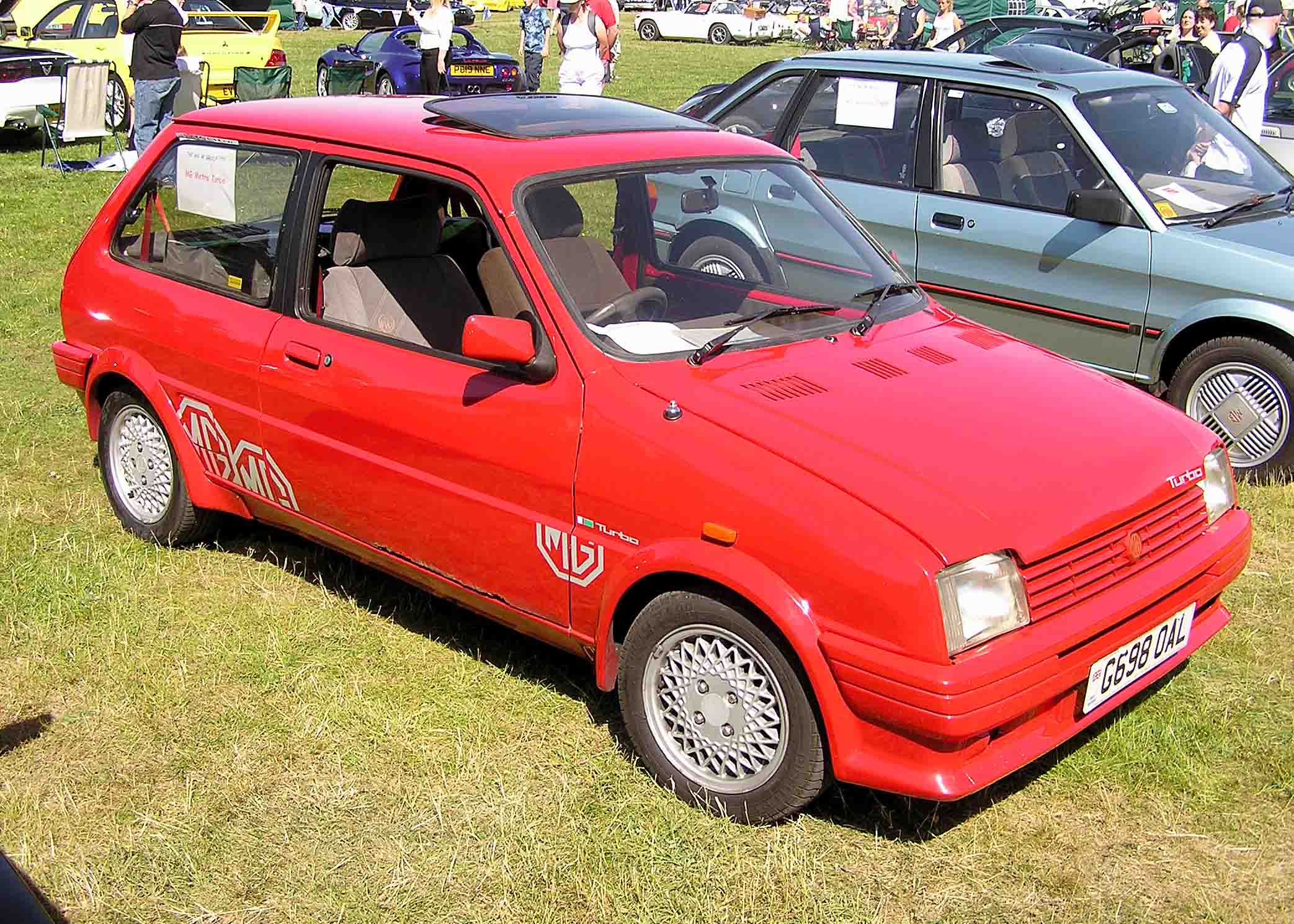
Une MG Metro.

Arrivée en 1980, la Metro voit sa gamme s'élargir rapidement. Ainsi, en 1982 débarquent deux nouvelles déclinaisons. La première est une version plus richement équipée, dénommée Vanden Plas. Dotée d'un autoradio-cassettes et de vitres électriques, elle reçoit également un tachymètre ainsi qu'une sellerie en cuir, la fermeture centralisée et les projecteurs antibrouillard. La deuxième version est une déclinaison sportive : la MG Metro. Plus puissante, la MG reçoit un moteur de 1,3 l capable d'atteindre les 170 km/h. Par rapport au bloc classique, le 1.3 revu par MG, reçoit une culasse modifiée et un profil de came revu, menant à une augmentation modeste de quelques chevaux.
À partir de 1984, les Vanden Plas et MG Metro partagent le même moteur, à l'exception des versions à boîtes de vitesses automatiques qui reçoivent toujours le bloc de 63 ch.
Peu après la MG Metro, une variante Turbo de cette dernière fait son entrée, avec une puissance de 93 ch, permettant de faire le 0 à 100 km/h en 8,9 secondes, avec une vitesse de pointe de 185 km/h. Par rapport au modèle qui sert de base, ce dernier a subi de très nombreuses modifications. Hormis le turbocompresseur et l'échappement, elle reçoit une suspension plus raide revue chez Lotus, un arceau arrière, un vilebrequin renforcé et une boîte de vitesses également renforcée. Naturellement, les variantes MG étaient pourvues d'un intérieur « sportif » avec des ceintures de sécurité rouges, des tapis rouges et un volant sport. Certaines reçoivent également un logo turbo à l'intérieur et sur la carrosserie.

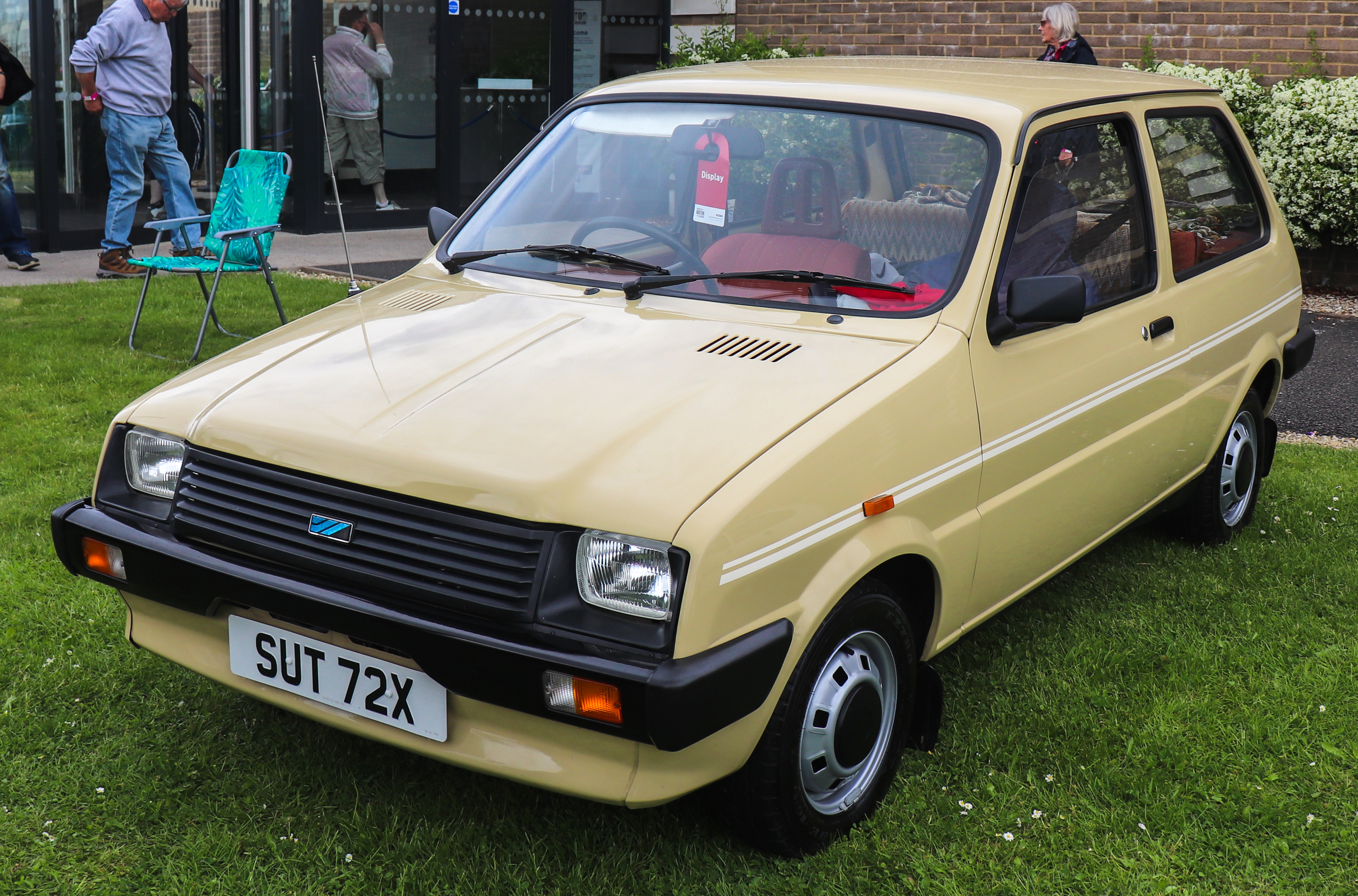
Austin Metro de 1981.
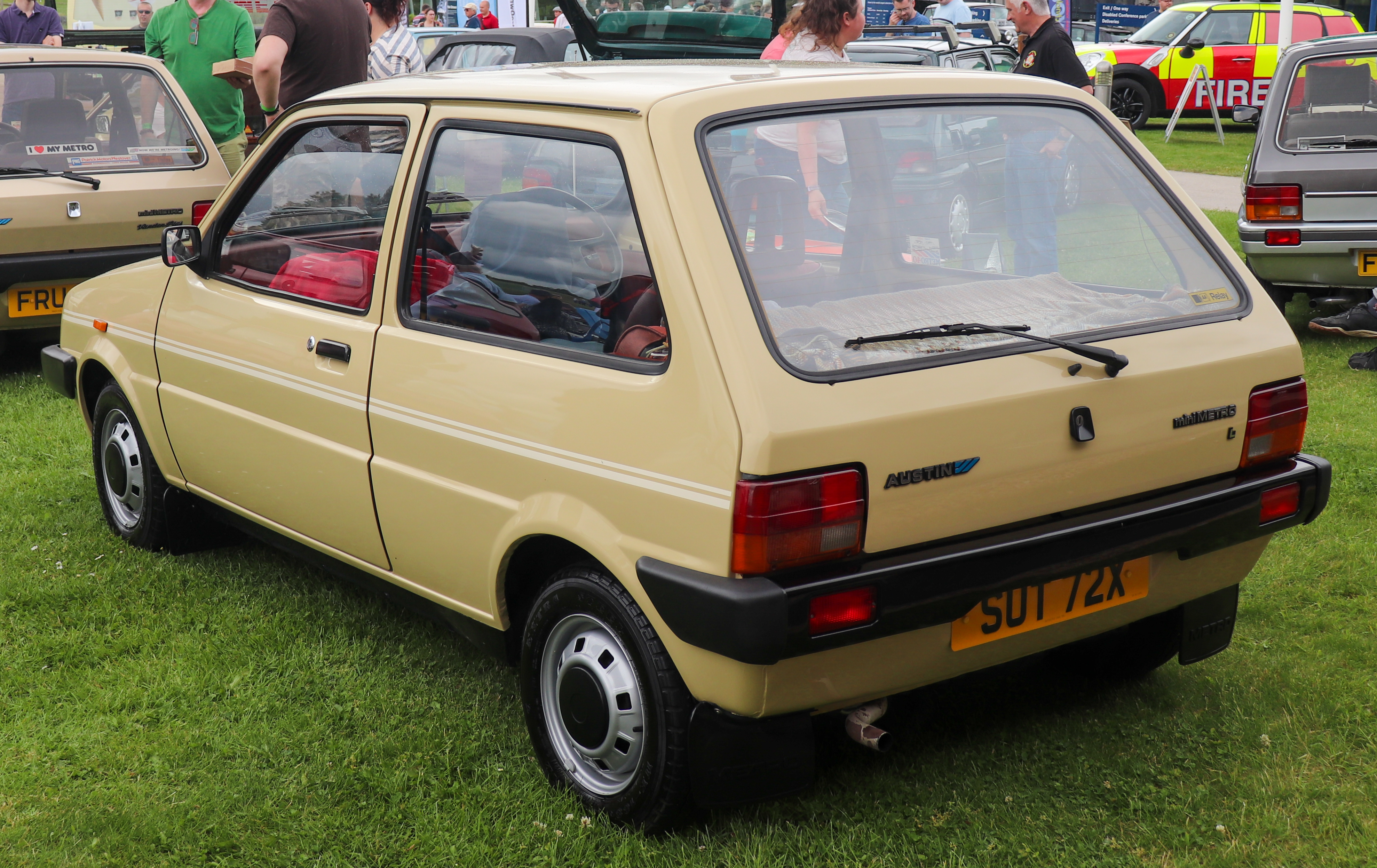
Austin Metro de 1981.

### 1985: le restylage
En 1985, la Metro reçoit son premier restylage. Elle dispose un nouveau spoiler avant, un tableau de bord modernisé et diverses améliorations techniques, notamment le remplacement de l'embrayage hydraulique par un embrayage à câble qui améliore considérablement le passage des vitesses. Le restylage de la Metro marque surtout l'arrivée de la très attendue déclinaison cinq portes. Depuis les débuts de sa carrière, la Metro souffrait de l'absence de cette déclinaison, qu'on retrouvait pourtant sur les Renault 5. Cela lui permet, en outre, d'afficher de nouveaux arguments de vente face aux Ford Fiesta ou Volkswagen Polo qui n'existaient pas encore en version cinq portes.
Malgré tout, la Metro souffre d'une conception bâclée. Uniquement pourvue d'une boite de vitesses à quatre rapports, l'absence d'un 5e rapport devint rapidement un handicap face à une concurrence en perpétuelle évolution. De même, sa suspension Hydragas donnait un amortissement trop ferme et ce malgré les recommandations du Dr Alex Moulton[Qui ?], qui préconisait que les parties avant et arrière soient interconnectées. À l'étranger, on a très vite reproché à la Metro sa fiabilité aléatoire et sa piètre qualité de fabrication. Si la voiture se vend bien en Grande-Bretagne, elle est boudée par les marchés extérieurs.
En 1988, avec l'arrivée du groupe Rover, la marque Austin va disparaître. La Metro change alors de nom : en 1990 elle devient Rover 100 et entame sa deuxième moitié de carrière.

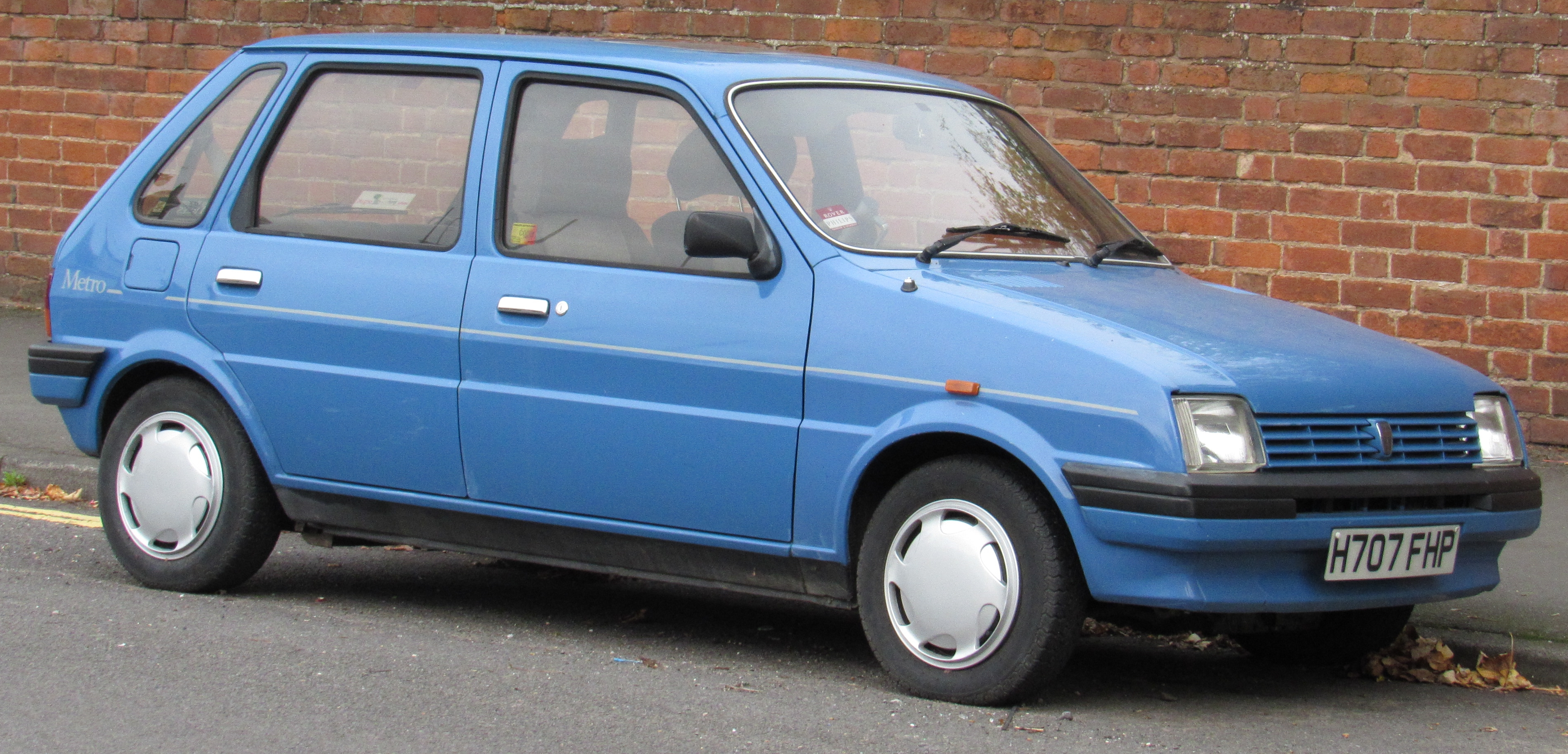
Rover Metro cinq portes de 1990.
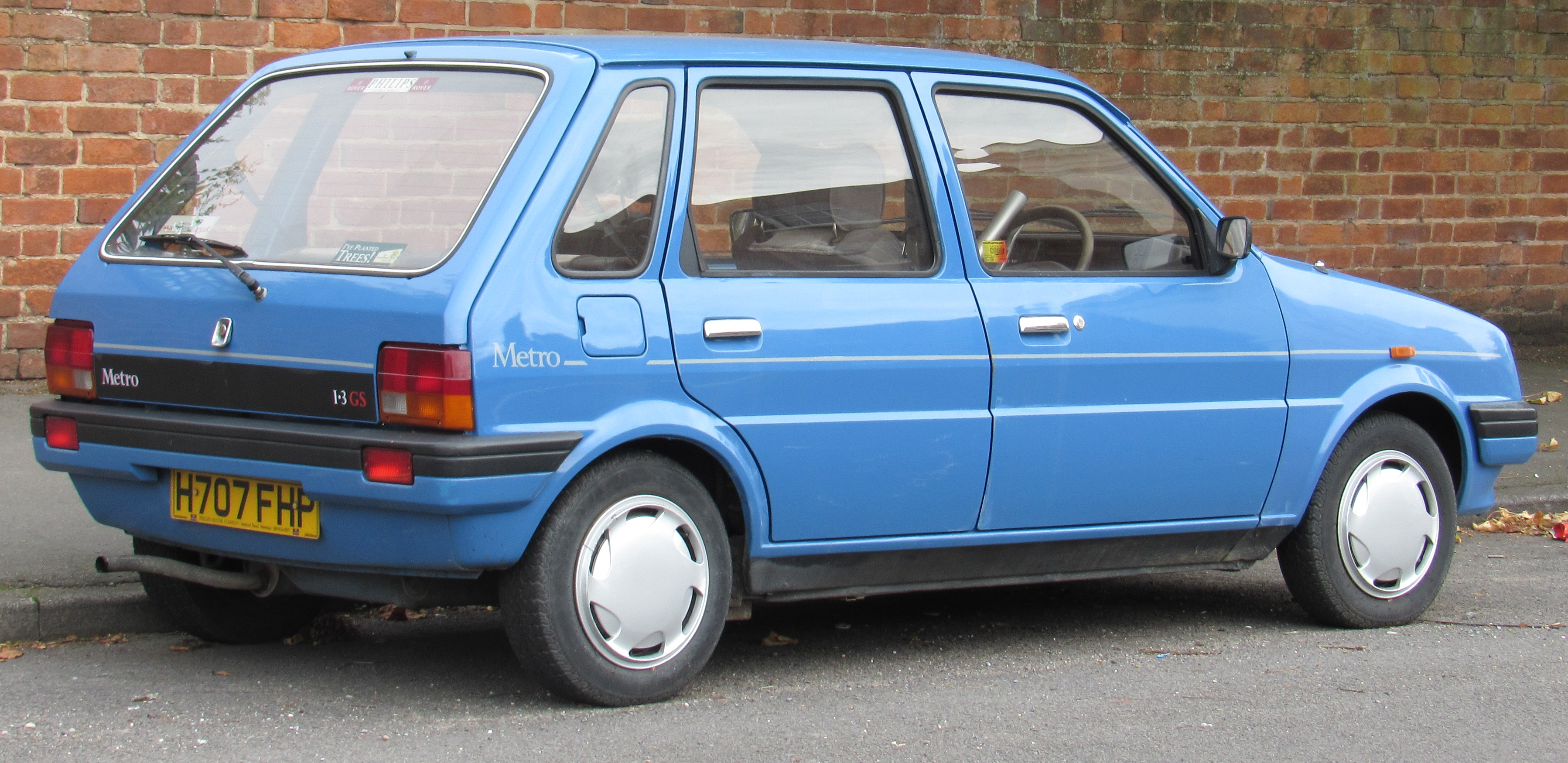
Rover Metro cinq portes de 1990.

### Résumé de la carrière de la Metro
- 1977 : projet de la Metro (projet LC8) et de deux autres modèles.
- 8 octobre 1980 : présentation et commercialisation du modèle.
- 1982 : lancement des versions Vanden Plas et de la MG Metro.
- 1985 : restylage du modèle.
- 1988 : vente du groupe British Leyland à British Aerospace ; l'Austin Metro passe sous le fleuron de Rover.
- 1990 : fin de la production et vente de la Metro.

| Générations                          | Production | Dérivés de chez Austin / Rover / MG | Modèles similaires                                                                            |
| ------------------------------------ | ---------- | ----------------------------------- | --------------------------------------------------------------------------------------------- |
| Austin Metro (1980 - 1985)           |            | Mini                                | Renault 5 ; Citroën LN et LNA ; Ford Fiesta MkI ; Peugeot 104 ; Volkswagen Polo II ; Fiat 127 |
| Austin/Rover Metro (1985 - 1990)     |            | Mini                                | Renault 5 ; Citroën AX ; Ford Fiesta MkII ; Peugeot 205 ; Volkswagen Polo II ; Fiat 127       |
| MG Metro (11/1982 - 1990)            |            | Aucun                               | Renault 5 Alpine ;                                                                            |
| Austin/Rover Metro Van (1985 - 1990) |            | Aucun                               |                                                                                               |

#### MG Metro Turbo

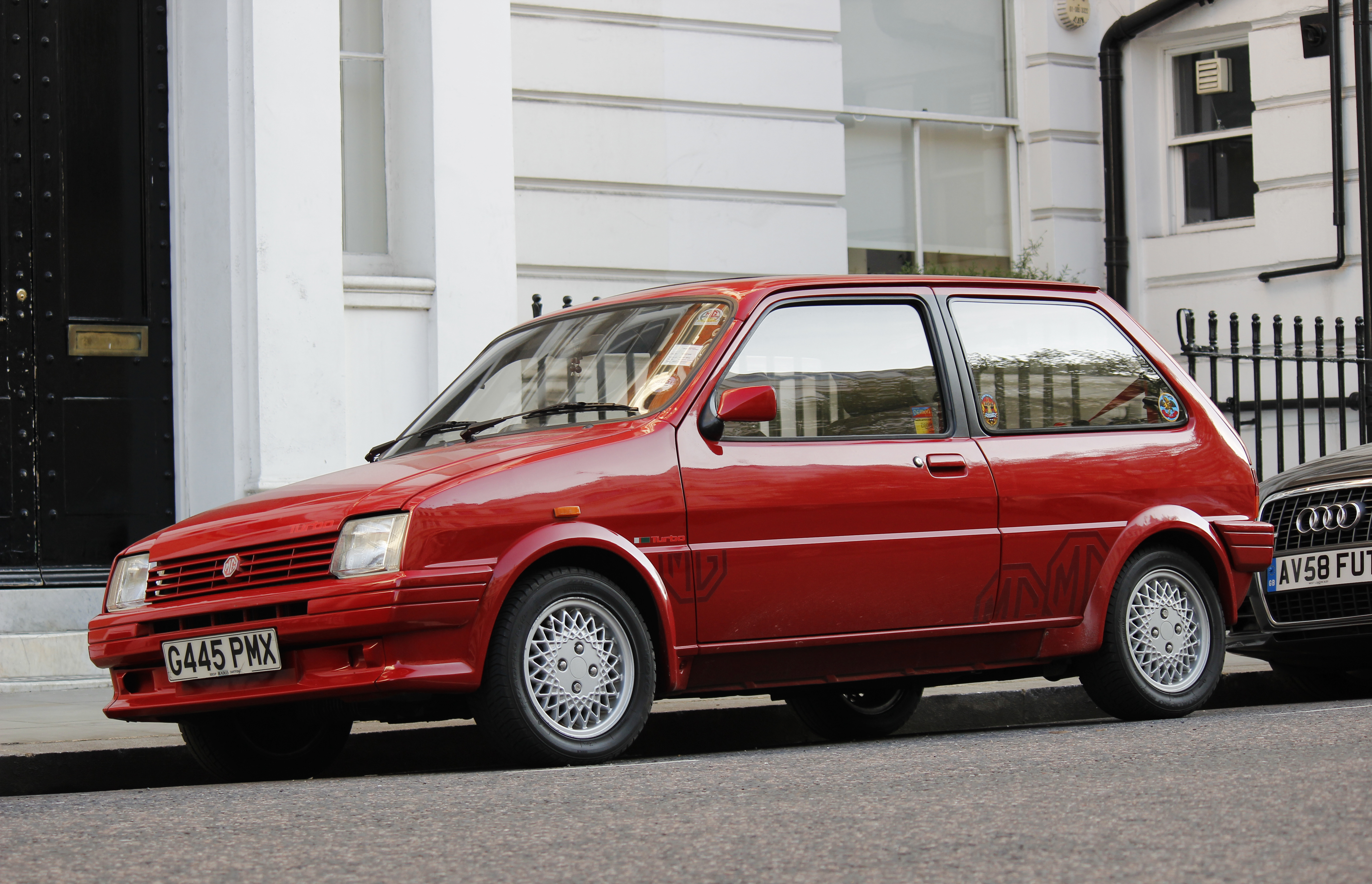
Une MG Metro Turbo de 1989.

## Les différentes versions

### Les sportives MG Metro

#### MG Metro 6R4
La MG Metro 6R4 (pour "6 cylinders Rally 4 wheel drive") est une automobile de compétition conçue en 1984 par Austin Rover et MG sur la base de la voiture de tourisme Austin Metro. 

### Série spéciale

#### Gala
À partir de la version de base, la série limitée Gala propose un équipement complet avec une sellerie soignée. Elle est munie du moteur essence 1 L de 47 ch.
- Équipements extérieurs supplémentaires :
  - Peinture spécifique « Mooraker Blue » métallisé + Jantes antidéjantage en acier avec petits enjoliveurs + Toit ouvrant entrebaillant + Deux rétroviseurs extérieurs + Essuie-glace arrière + Feux de recul et de brouillard + Bavettes arrière + Filet décoratif latéral + Logos Gala sur ailes arrière et hayon. Elle ne dispose pas de baguettes latérales.

- Équipements intérieurs supplémentaires :
  - Sellerie en velours rayé bleu de Prusse (issue de la gamme Rover) + Sièges avant inclinables avec appuis-têtes ajourés + Banquette arrière 1/3 et 2/3 + Montre analogique + Allume-cigare éclairé + Boîte à gants moquetée + Vide-poches sur les portes avant (avec haut-parleurs intégrés) + Pré-équipements radio (antenne + deux haut-parleurs) + Volant à trois branches + Lunette arrière dégivrante + Essuie-glace à deux vitesses.

## Caractéristiques

### Chaîne cinématique

#### Moteurs

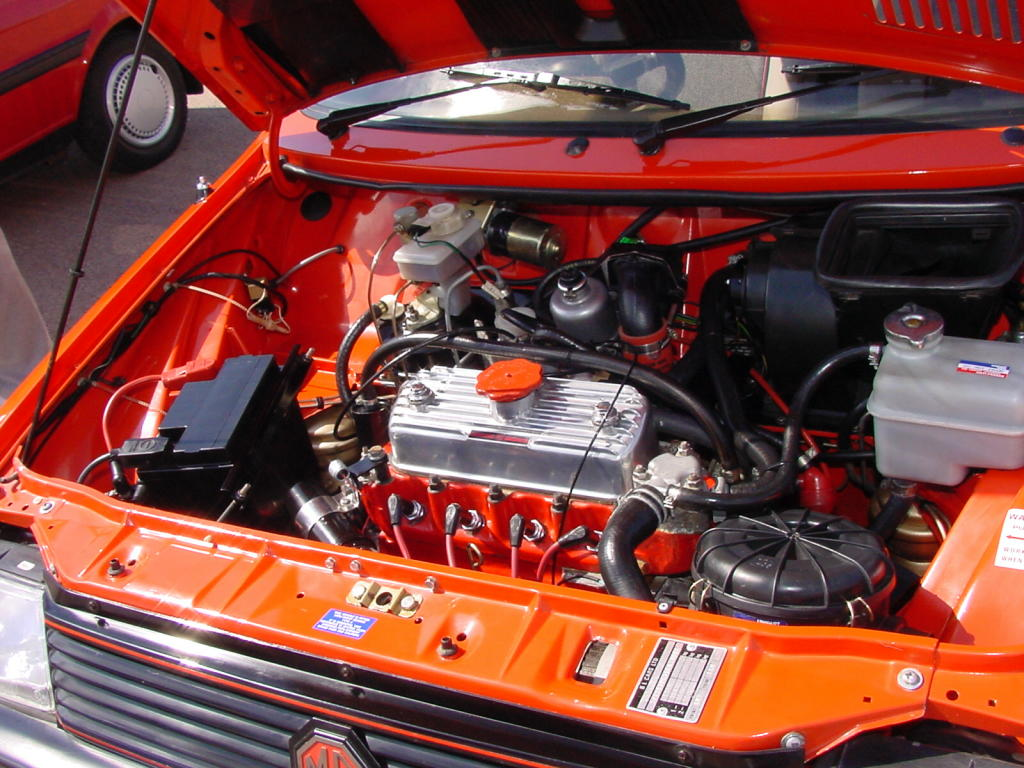
Moteur BMC Série-A avec turbocompresseur sur une MG Metro Turbo.

Toutes les Austin et MG Metro sont propulsés par le moteur essence quatre cylindres en ligne atmosphérique à carburateur BMC Série-A. Trois cylindrées sont disponibles : 848, 998 et 1 275 cm3 ; développant de 34 à 72 ch. Une version munie d'un turbocompresseur atteint les 93 ch.
Les caractéristiques techniques de la MG Metro 6R4 sont dans l'article dédié.
| Modèle                                                              | Construction            | Moteur + Nom                     | Cylindrée         | Performance                  | Couple                 | 0 à 100 km/h | Vitesse maxi | Consommation + CO2    |
| Austin Metro (boite manuelle 4)                                     | 1980 - ?*               | 4 cylindres en ligne BMC Série-A | 848 cm3 (0,8 l)   | 25 kW (34 ch) à 5 500 tr/min | 60 N m à 2 900 tr/min  | ... s        | ... km/h     | ... l/100 km ... g/km |
| Austin Metro (boite manuelle 4)                                     | 1980 - 1983             | 4 cylindres en ligne BMC Série-A | 998 cm3 (1,0 l)   | 34 kW (46 ch) à 5 400 tr/min | 73 N m à 3 000 tr/min  |              |              |                       |
| Austin Metro** Rover Metro** (boite manuelle 4)                     | 1983 - 1987 1987 - 1988 | 4 cylindres en ligne BMC Série-A | 998 cm3 (1,0 l)   | 31 kW (42 ch) à 5 500 tr/min | 73 N m à 3 250 tr/min  |              |              |                       |
| Austin Metro City (boite manuelle 4)                                | 1983 - 1987             | 4 cylindres en ligne BMC Série-A | 998 cm3 (1,0 l)   | 33 kW (45 ch) à 5 500 tr/min | 73 N m à 3 250 tr/min  |              |              |                       |
| Austin Metro / Metro City X (boite manuelle 4)                      | 1983 - 1987             | 4 cylindres en ligne BMC Série-A | 998 cm3 (1,0 l)   | 34 kW (46 ch) à 5 500 tr/min | 73 N m à 3 250 tr/min  |              |              |                       |
| Austin Metro HLE (boite manuelle 4)                                 | 1980 - 1984             | 4 cylindres en ligne BMC Série-A | 998 cm3 (1,0 l)   | 35 kW (48 ch) à 5 500 tr/min | 73 N m à 3 250 tr/min  |              |              |                       |
| Rover Metro (boite manuelle 4)                                      | 1987 - 1990             | 4 cylindres en ligne BMC Série-A | 998 cm3 (1,0 l)   | 35 kW (48 ch) à 5 500 tr/min | 73 N m à 3 250 tr/min  |              |              |                       |
| Austin Metro (boite manuelle 4)                                     | 1980 - 1983             | 4 cylindres en ligne BMC Série-A | 1 275 cm3 (1,3 l) | 45 kW (61 ch) à 5 250 tr/min | 98 N m à 3 200 tr/min  |              |              |                       |
| Austin Metro Rover Metro (boite manuelle 4)                         | 1983 - 1987 1987 - 1990 | 4 cylindres en ligne BMC Série-A | 1 275 cm3 (1,3 l) | 46 kW (62 ch) à 5 300 tr/min | 98 N m à 3 100 tr/min  |              |              |                       |
| Austin Metro Vanden Plas Rover Metro Vanden Plas (boite manuelle 4) | 1984 - 1987 1987 - 1989 | 4 cylindres en ligne BMC Série-A | 1 275 cm3 (1,3 l) | 54 kW (73 ch) à 6 000 tr/min | 99 N m à 4 000 tr/min  |              |              |                       |
| Rover Metro GTa (boite manuelle 4)                                  | 1989 - 1990             | 4 cylindres en ligne BMC Série-A | 1 275 cm3 (1,3 l) | 54 kW (73 ch) à ... tr/min   | 99 N m à 4 000 tr/min  |              |              |                       |
| MG Metro 1300 (boite manuelle 4)                                    | 1982 - 1990             | 4 cylindres en ligne BMC Série-A | 1 275 cm3 (1,3 l) | 54 kW (73 ch) à 6 000 tr/min | 99 N m à 4 000 tr/min  |              |              |                       |
| MG Metro Turbo (boite manuelle 4)                                   | 1983 - 1990             | 4 cylindres en ligne BMC Série-A | 1 275 cm3 (1,3 l) | 69 kW (94 ch) à 6 130 tr/min | 115 N m à 2 650 tr/min |              |              |                       |

Légende : * = la date de la dernière voiture officiellement vendue est actuellement inconnue ; ** = moteur optionnelle à basse compression.